# Dominique Bozzi
Pour les articles homonymes, voir Bozzi.
Dominique Bozzi (né le 3 juillet 1971 à Ajaccio) est un coureur cycliste français. Professionnel de 1995 à 1997, il a auparavant été médaillé d'argent du contre-la-montre par équipes aux championnats du monde de 1994 et médaillé de bronze aux Jeux méditerranéens de 1993.

## Biographie
Dominique Bozzi commence le cyclisme aux côtés de son oncle à Forciolo. Champion de Corse en 1990, il est membre de l'équipe de France militaire durant son service militaire, puis est engagé par l'US Créteil à la fin de ce dernier.
En 1993, il est champion de France de contre-la-montre par équipes, médaillé de bronze de cette spécialité aux Jeux méditerranéens et quatrième du championnat du monde. Il gagne également le Ruban granitier breton. L'année suivante, il est médaillé d'argent du dernier championnat du monde du contre-la-montre par équipes, avec Jean-François Anti, Pascal Deramé et Christophe Moreau.
Dominique Bozzi devient coureur professionnel en 1995 au sein de l'équipe Le Groupement, qui est cependant dissoute en juin. Il court l'année suivante pour Force Sud, qui subit le même sort en cours de saison. Il effectue une dernière année en tant que coureur professionnel en 1997 au sein de l'équipe Casino-AG2R. Il est le seul cycliste corse à avoir été professionnel.
Redevenu amateur à l'AVC Aix-en-Provence puis à l'AC Vitrolles, Dominique Bozzi remporte le Tour de Corse en 2001. En 2005, il est pilote de Cyrille Josso, avec lequel il remporte le championnat de France de poursuite handisport. Sa carrière de coureur terminée, il devient en 2007 directeur général du Tour de Corse, qui n'a alors plus été organisée depuis cinq ans. En 2008, il devient conseiller technique régional du comité de cyclisme de Corse et contribue à la première visite du Tour de France en Corse, en 2013. Il dirige également la Classica Corsica en 2015, puis devient chargé de mission au sein de la collectivité territoriale de Corse.

## Palmarès
- 1989
  - Champion de Corse sur route juniors
- 1990
  - Champion de Corse sur route
- 1992
  - 3e du Grand Prix de Nogent-sur-Oise
  - 3e du championnat de France du contre-la-montre par équipes
- 1993
  -  Champion de France du contre-la-montre par équipes[n 1]
  - Ruban granitier breton :
    - Classement général
    - 4e étape (contre-la-montre par équipes)

  - 6e étape du Tour du Loir-et-Cher (contre-la-montre)
  -  Médaillé de bronze du contre-la-montre par équipes aux Jeux méditerranéens
- 1994
  - 2e de La Tramontane
  - 2e du championnat de France du contre-la-montre par équipes
  -  Médaillé d'argent du championnat du monde du contre-la-montre par équipes
  - 3e du Tour de Seine-et-Marne
- 2001
  - Tour de l'Ardèche méridionale :
    - Classement général
    - 1re étape

  - Tour de Corse :
    - Classement général
    - 1re étape

  - Grimpée Romette-Chaillol
  - 2e du Grand Prix du Pays d'Aix
- 2003
  - 3e et 5e étapes du Tour de Corse
  - 2e du Tour de Corse